# Gila Golan

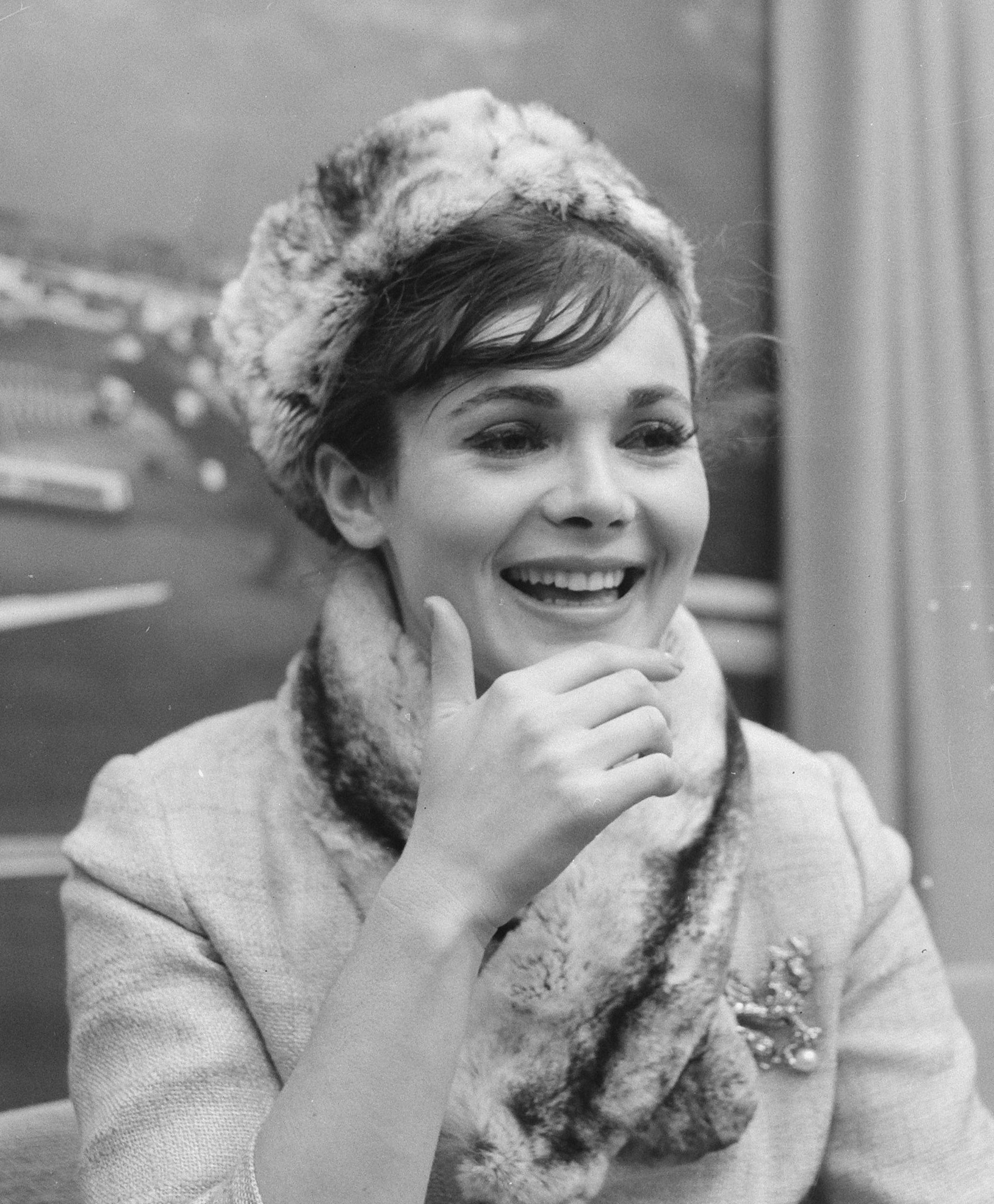
Gila Golan (1966)

Gila Golan (hebräisch גילה גולן; eigentlich Zoshia Zavatski; * 1940 in Krakau, Polen) ist eine israelische Schauspielerin und ehemaliges Model.

## Leben
Gila Golan wurde 1940 in Polen geboren. Ihr exaktes Geburtsdatum sowie ihr Geburtsname sind unklar, da sie von ihren jüdischen Eltern bei einer Bahnstation nahe Krakau zurückgelassen wurde. Eine römisch-katholische Familie fand das Kind und adoptierte es. Sie trug fortan den Namen Zoshia Zavatski. 1951 ging sie mit ihrer Adoptivfamilie nach Israel, wo sie sich fortan Miriam Goldberg nannte. Nach ihrem Schulabschluss wurde sie Mitglied in einem Kibbuz und begann ein Studium als Lehrerin.
Während ihres Studiums wurde Goldberg von einem Fotografen entdeckt und als Model in dem israelischen Frauenmagazin La’Isha abgebildet. 1960 wurde sie bei einem landesweiten Schönheitswettbewerb zur Israel's Maiden of Beauty gewählt. Im gleichen Jahr belegte sie als Repräsentant Israels Platz zwei bei den Miss World-Wahlen. Zur selben Zeit änderte sie ihren Namen in Gila Golan.
Nach ihrem Erfolg in Israel ging Golan in die Vereinigten Staaten, wo sie ebenfalls als Model tätig war und einen Vertrag bei Columbia Pictures erhielt. Ihre erste Filmrolle bekam sie 1965 als Elsa Lutz in Stanley Kramers Das Narrenschiff an der Seite von Stars wie Vivien Leigh, Lee Marvin und Simone Signoret. Es wurde ihre zugleich auch bekannteste Rolle. Sie spielte noch bis in die 1980er-Jahre in Filmen mit, ehe sie ihre Karriere 1985 beendete.
Golan war insgesamt dreimal verheiratet. Ihre erste Ehe mit Alex Urban wurde 1968 geschieden. von 1969 bis zu dessen Tod im Jahr 1980 war sie mit dem Geschäftsmann Matthew Bernard Rosenhaus verheiratet. Das Paar bekam drei Kinder. Golan lebt heute mit ihrem dritten Ehemann in Florida.

## Filmografie (Auswahl)
- 1965: Das Narrenschiff (Ship of Fools)
- 1965: Bezaubernde Jeannie (I Dream of Jeannie) (Fernsehserie, Folge 28: „Jeannie schwört Rache“)
- 1966: Derek Flint schickt seine Leiche (Our Man Flint)
- 1966: Drei auf einer Couch (Three on a Couch)
- 1967: Catch as Catch Can
- 1969: Gwangis Rache (The Valley of Gwangi)